# Kalinga Lancers
Maillots
Le Kalinga Lancers est un club de hockey sur gazon de franchise situé à Bhubaneswar dans l'état d'Odisha en Inde.

## Histoire

### Les débuts avec deux éliminations (2014-2015)
Pour leur toute première saison en 2014, les Kalinga Lancers sont éliminés aux portes des demi-finales à la suite de leur défaite 3 - 4 contre les Uttar Pradesh Wizards, le 13 février 2014. Au terme de la phase de ligue, les Kalinga Lancers ont engrangé 2 victoires, 1 match nul et 7 défaites soit 17 points sur 50 et terminent 6e de la compétition.
Pour leur deuxième saison en 2015, les Kalinga Lancers sont éliminés aux portes des demi-finales à la suite de la victoire des Delhi Waveriders 2 - 0 sur les Ranchi Rays, le 14 février 2015. Au terme de la phase de ligue, les Kalinga Lancers ont engrangé 3 victoires, 1 match nul et 6 défaites soit 21 points sur 50 et terminent 5e de la compétition.

### Une médaille d'argent et un trophée (2016-2017)
Pour leur troisième saison en 2016, les Kalinga Lancers se qualifient pour les demi-finales malgré leur défaite 6 - 0 face aux Delhi Waveriders, le 17 février 2016. Ils terminent leur phase de ligue à la 4e place. Lors de la phase finale à 4 qui s'est déroulé à l'Astroturf Hockey Stadium à Ranchi, les Kalinga Lancers battent les Ranchi Rays en demi-finale 4 - 2 aux tirs au but après le partage 2 - 2 en temps réglementaire avant de s'incliner 6 - 1 en finale face aux Punjab Warriors.
Pour leur quatrième saison en 2017, les Kalinga Lancers se qualifient pour les demi-finales à la suite de leur victoire 0 - 7 sur le terrain des Punjab Warriors, le 18 février 2017. Ils terminent leur phase de ligue à la 2e place. Lors de la phase finale qui s'est déroulé au Chandigarh Hockey Stadium à Chandigarh, les Kalinga Lancers battent les Uttar Pradesh Wizards en demi-finale 4 - 3 aux tirs au but après le partage 4 - 4 en temps réglementaire avant de remporter la compétition en battant le Dabang Mumbai sur le score de 4 - 1 en finale.

### Palmarès
- : Vainqueur de la Hockey India League 2017
- : Finaliste de la Hockey India League 2016

## Partenariats
Depuis 2013, les Kalinga Lancers étaient en co-partenariat avec les entreprises charbonnières de Mahanadi Coalfields Limited et d'Odisha Industrial Infrastructure Development Corporation. Pourtant, en 2024, en priorité pour la saison 2024-2025 de la Hockey India League, le groupe Vedanta Limited a acquis le partenariat général de l'équipe.

## Infrastructures

### Stade actuel

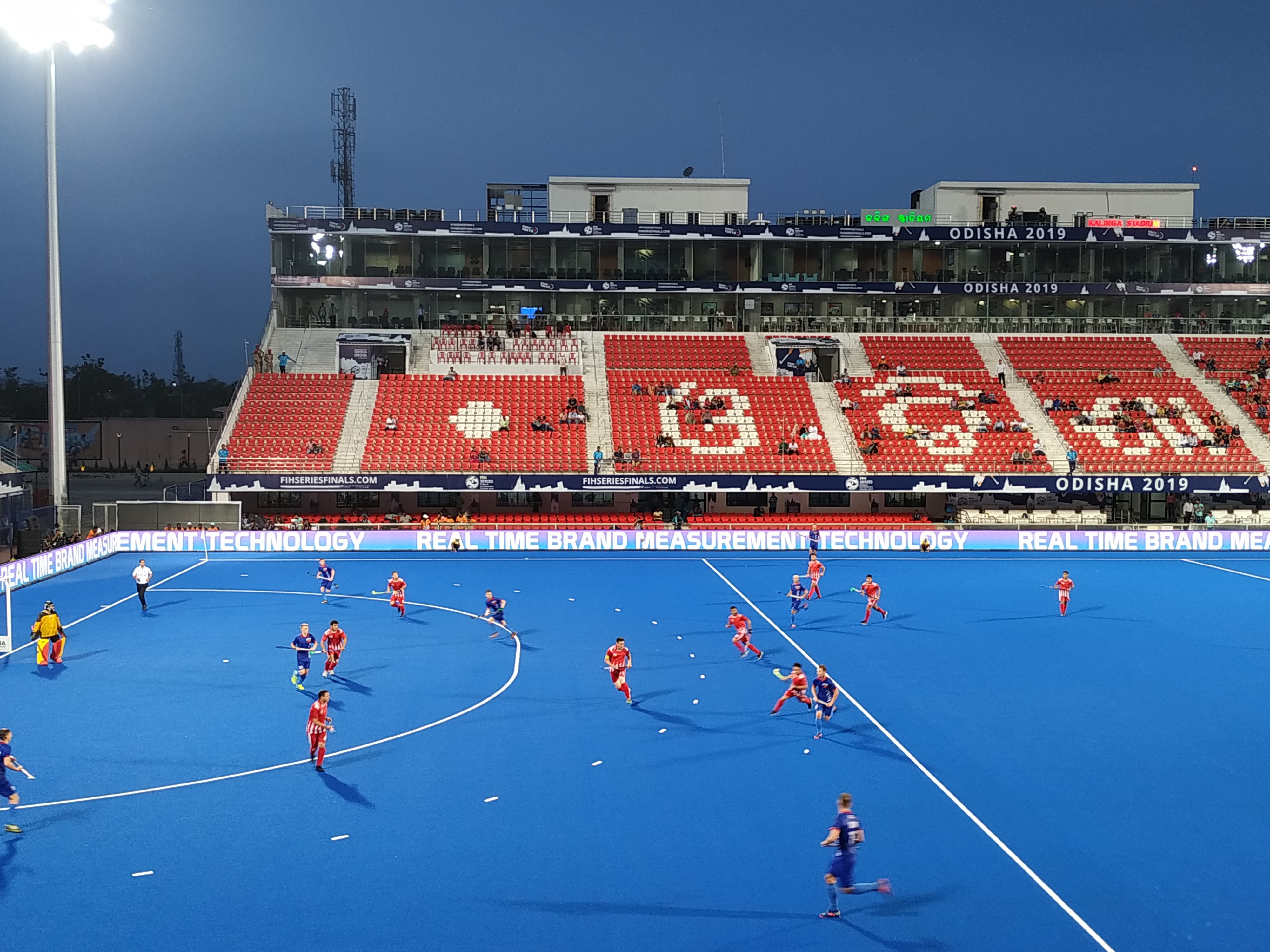
Kalinga Stadium, le terrain de prédilection des Kalinga Lancers.

Le Kalinga Stadium est un stade multifonction d'une capacité de 16 000 places situé à Bhubaneswar pour les matchs de hockey sur gazon. L'enceinte est le lieu de résidence du club du Kalinga Lancers.
Construit en 2010, ce stade est également conçu pour les compétitions nationales et internationales de hockey sur gazon comme la Coupe du monde masculine de hockey sur gazon, le Champions Trophy, la Ligue mondiale de hockey sur gazon masculin, les Hockey Series, la Coupe du monde masculine espoirs de hockey sur gazon, les Ligues professionnelles masculine et féminine. Ce stade est aussi le camp d'entraînement des équipes nationales masculine et féminine y compris les équipes nationales espoirs de l'Inde.

## Personnalités du club

### Historique des entraîneurs
Le tableau suivant présente la liste des entraîneurs du club depuis 2014.
| # | Nom                  | Période   |
| - | -------------------- | --------- |
| 1 | Terry Walsh          | 2014      |
| 2 | Jude Felix Sebastian | 2015      |
| 3 | Mark Hager           | 2016-2017 |
| 4 | Valentin Altenburg   | 2024-2025 |

### Joueurs emblématiques
Le tableau suivant présente la liste des joueurs emblématiques en tant que meilleurs buteurs.
| Classement               | Joueur          | Buts |
| ------------------------ | --------------- | ---- |
| 1                        | Glenn Turner    | 28   |
| 2                        | Moritz Fürste   | 12   |
| 3                        | Gonzalo Peillat | 8    |
| 3                        | Gurinder Singh  | 8    |
| 5                        | Lalit Upadhyay  | 6    |
| 5                        | Lucas Vila      | 6    |
| Mise à jour : 26.02.2017 |                 |      |

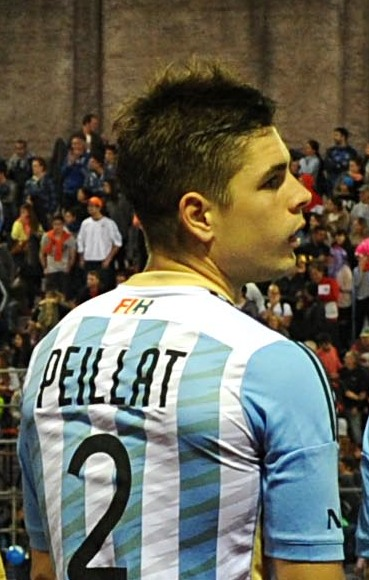
Gonzalo Peillat, meilleur buteur lors de la saison 2014 avec 8 réalisations.
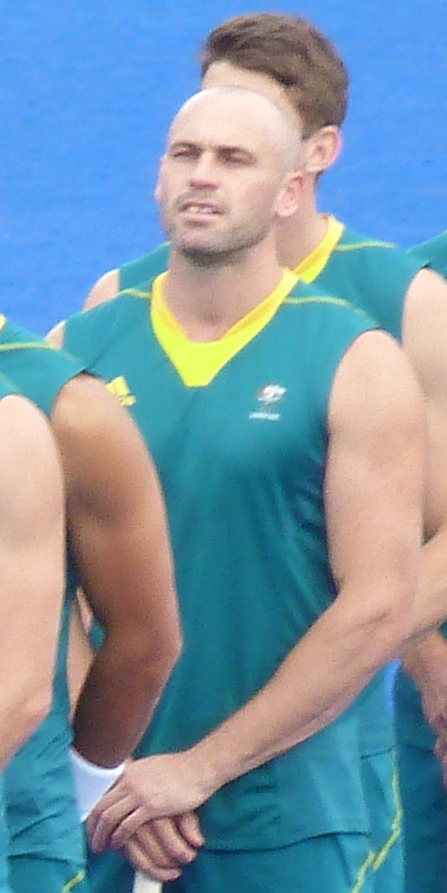
Glenn Turner, meilleur buteur lors des saisons 2016 et 2017 avec 28 réalisations.
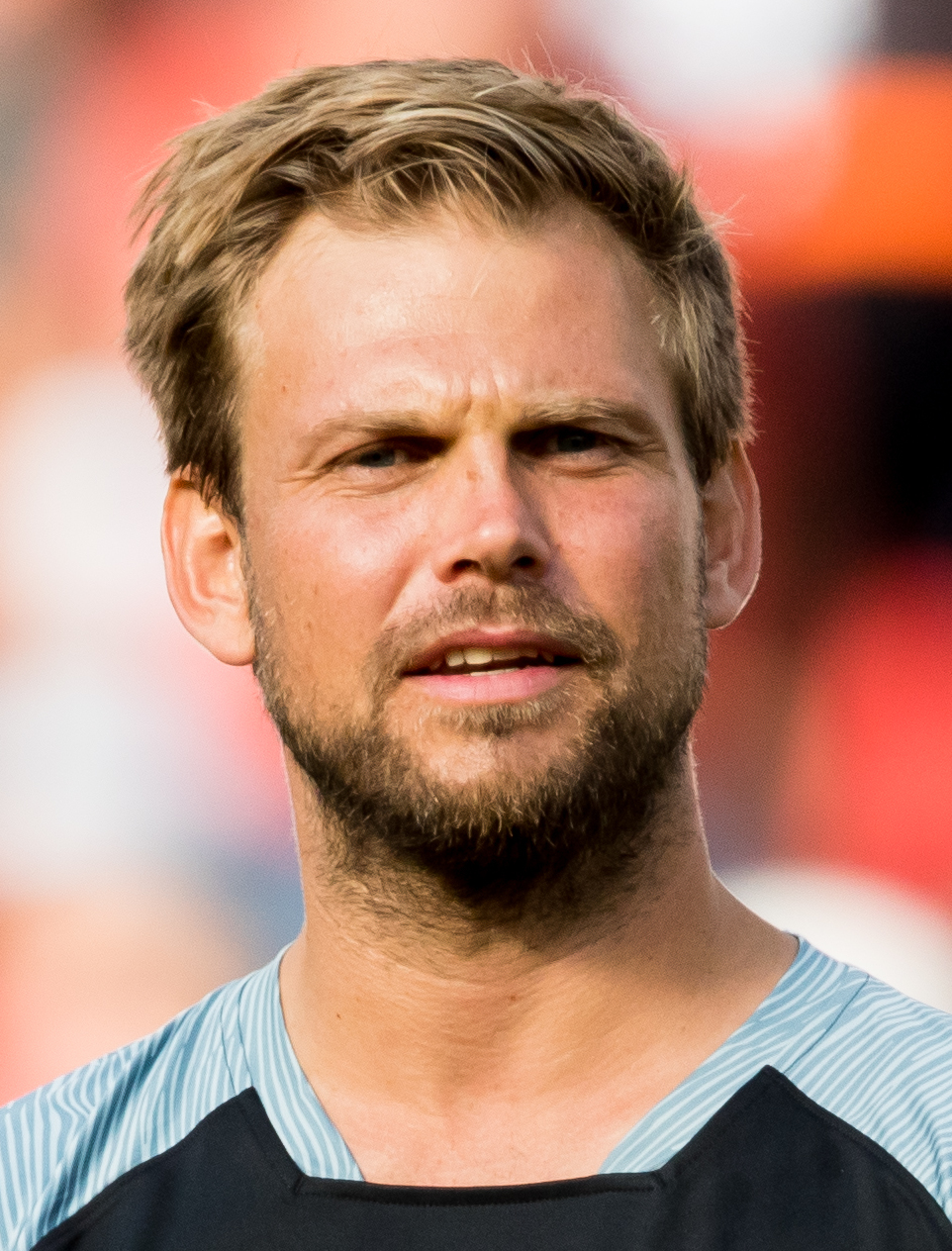
Moritz Fürste, meilleur buteur lors de la saison 2017 avec 12 réalisations.

## Effectif actuel
Le 13 octobre 2024, Hockey India annonce la liste des joueurs qui défendront les couleurs du Kalinga Lancers pour la saison 2024-2025 de la Hockey India League,.